# Verliebt in Amsterdam
Verliebt in Amsterdam ist ein deutscher Fernsehfilm von Florian Froschmayer aus dem Jahr 2017. In den Hauptrollen agieren Vladimir Burlakov und Bracha van Doesburgh, in tragenden Rollen Rita Russek, Hans-Joachim Heist, Reinout Bussemaker und Raymond Thiry.
„Was sich neckt, das liebt sich – eine bilaterale Beziehungskomödie zwischen einem deutschen Karrieremann und einer chaotisch-sympathischen Niederländerin“, schrieb der rbb zur Erstausstrahlung des Films und führte weiter aus: „Auf amüsante Weise spielt die Culture-Clash-Komödie ‚Verliebt in Amsterdam‘ mit den unterschiedlichen Mentalitäten, den gegenseitigen Vorurteilen und der besonderen Rivalität im Fußball.“

## Handlung
Der Anwalt Max Baumann ist von Kassel nach Amsterdam gezogen. Er hat sich dagegen entschieden, den Baubetrieb seiner Eltern zu übernehmen und möchte sich auch endlich der Vereinnahmung durch sie entziehen. Nach deren Meinung hätte er Jenny, die Tochter des Paars im Nachbarhaus, und besten Freunde seiner Eltern, heiraten sollen. Max kennt Jenny von klein auf und stand tatsächlich bereits mit ihr vor dem Traualtar, als er urplötzlich einen Rückzieher machte. In Amsterdam hat der junge Mann eine Anstellung in einer Immobilienfirma angenommen und eine Wohnung gefunden, in der er sich wohlfühlt.
Kurz vor seinem 30. Geburtstag stehen überraschend Max’ Eltern Herbert und Dorothea vor seiner Tür, um seinen Geburtstag mit ihm gemeinsam zu feiern. Dass sie ihn zurück nach Kassel lotsen wollen, behalten sie erst einmal für sich. Da ihn das laute Schnarchen seiner Eltern stört, verlässt Max spätabends seine Wohnung und stößt in einer Disco auf Sophie de Jong, die eine Sandwichbar betreibt. Sophie nimmt ihn mit auf ein Hausboot, das sie zusammen mit ihrer Schwester Marijke und deren Partnerin bewohnt. Sie landen im Bett und verlieben sich ineinander. Als beide nach dieser Nacht zusammen unterwegs sind, erhält Max einen Anruf seines Vaters, der ihm aufgeregt mitteilt, dass er einen Radfahrer umgefahren habe. Zu diesem Zeitpunkt weiß Max allerdings noch nicht, dass es sich bei dem Mann um Johan de Jong, den Vater von Sophie, handelt.
Am Geburtstagsabend stellt Max Sophie seinen Eltern vor. Sie stellen viele Fragen, sind jedoch über die Antworten, die sie erhalten, teils pikiert. Dass Sophies Schwester mit ihrer lesbischen Partnerin ein Kind von einem schwulen Freund hat, das mittels einer Samenspende gezeugt wurde, stellt besonders für Herbert Baumann noch eines der kleineren Probleme dar. Er bietet Sophie Geld an, um sie dazu zu bringen, die Finger von seinem Sohn zu lassen. Sophie konfrontiert Max mit dem Verhalten seines Vaters, der kopfschüttelnd meint, nun sei es genug. Zusammen sprayen sie in dieser Nacht Herbert Baumanns goldenes Kalb, seinen Mercedes, mit den holländischen Farben ein. Die ganzen Aufregungen führen dazu, dass Max seinen Job vernachlässigt und ihm gekündigt wird. Völlig überfordert und durcheinander spielt Max daraufhin mit dem Gedanken, zurück nach Deutschland zu gehen. Auch macht er Sophie einen Heiratsantrag, den sie jedoch aus Angst wieder verletzt zu werden, wie bereits in einer vorherigen Beziehung, ablehnt. Sie bedeutet Max, dass es besser sei, sich zu trennen.
Max entschließt sich zu einer Aussprache mit seinem Vater auch in Bezug auf den Verkehrsunfall mit Johan de Jong. Die Männer treffen sich daraufhin und kommen auch auf das Endspiel Deutschland gegen die Niederlande 1974 zu sprechen. Wenig später entschuldigt sich Herbert Baumann bei Sophie mit einem großen Strauß ihrer Lieblingsblumen für seinen Erpressungsversuch. Und letztendlich kann Max, der sich in Amsterdam mit einer Anwaltspraxis selbstständig machen will, Sophie doch davon überzeugen, dass sie ihm vertrauen kann, weil er ja, wie er es ausdrückt, „bescheuert wäre“, wenn er eine Frau wie sie wieder gehen lassen würde.

## Produktion

### Produktionsnotizen
Bei dem Film handelt es sich um eine Produktion der Produzenten Jens Christian Susa, Martin Choroba/ Provobis Filmgesellschaft im Auftrag der ARD Degeto für Das Erste und den Sendeplatz Endlich Freitag im Ersten. Die Dreharbeiten fanden vom 20. September  bis 20. Oktober 2016 in Amsterdam und Umgebung statt. Die Redaktion des Films lag bei Stefan Kruppa und Sascha Schwingel. Die Aufnahmeleitung hatten Matthias Schudde und Ines Frederich inne, die Produktionsleitung Joannes Pantos und die Herstellungsleitung Alecsander Faroga und für die ARD Degeto Kirsten Frehse. Die niederländischen Arbeitstitel des Films lauteten Ein Lekkerding und Zomer met Sophie.

### Hintergrund
Vladimir Burlakov erzählte, das Drehbuch habe ihn vor allem deswegen überzeugt, weil hier „eine Liebesgeschichte so erzählt“ werde, „wie sie im Leben tatsächlich passieren könnte, auf eine wunderschöne, tragikomische Art und Weise“ und seiner Meinung nach „absolut unprätentiös“.
Bracha van Doesburgh befand, Sophie sei eine starke Persönlichkeit und komme gut alleine zurecht. Vor einiger Zeit sei sie ihr sehr ähnlich gewesen. Sie sei mit 17 um die Welt gereist, habe als Model gearbeitet und in Paris, London und New York gelebt. Sie habe selbst auf sich aufpassen müssen und habe dieses Abenteuer geliebt.

## Rezeption

### Erstausstrahlung, Einschaltquote
Bei seiner Erstausstrahlung am 28. April 2017 im Programm der ARD wurde der Film von 4,73 Millionen Zuschauern eingeschaltet, was einem Marktanteil von 15,7 Prozent entsprach.

### Kritik
Rainer Tittelbach von tittelbach.tv gab dem Film auf seiner Seite 4 ½ von 6 möglichen Sternen und führte aus: „Autor Thomas Kirdorf entwirft in ‚Verliebt in Amsterdam‘ die Liebe auf den ersten Blick in einer modernen, aufgeklärten Version. Neben der alltagsnahen Dramaturgie bezaubert der Film durch seine luftig lockere Inszenierung. Alle Gewerke sind deutlich einer frischen Anmutung verpflichtet. Einige Szenen haben Kinoqualität. Das Paar besitzt alle Sympathien des Zuschauers, seine Beziehung dominiert die Handlung. Und Burlakov & van Doesburgh sind zum Verlieben.“ Komödienautor Thomas Kirdorf, variiere den Handlungsverlauf dramaturgisch klug und insgesamt überaus lebensnah, erläuterte der Kritiker weiter: „‚Verliebt in Amsterdam‘ macht deutlich, dass das sich Verlieben wesentlich von der Lebensphase abhängig ist, in der man sich befindet. Das unterscheidet den Film von den ZDF-‚Herzkino‘-Movies, insbesondere denen von der Pilcher-Sadlo-Stange.“ Tittelbach sprach von einem „bezaubernd sinnlichen Film, der von seinen Situationen und der Nähe zum (luftigen) Alltag“ lebe, „den Bildgestalter Jörg Widmer unaufdringlich und in natürlich flüssigen Kamerabewegungen eingefangen“ habe. Tittelbach lobte die „filmische Auflösung“ verschiedener Situationen, verwies insbesondere auf die Bootsfahrt bei Nacht, den Absacker auf dem Hausboot und „das erotische Vorspiel im Bett – wann habe man dieses an sich simple Kennlernritual schon mal so aufregend, so verspielt und sexy in einem deutschen Fernsehfilm erzählt bekommen?! Schön, dass ARD und Degeto wenigstens im Frühjahr thematisch und tonlagentechnisch etwas wagemutiger [seien] als im Herbst und Winter, wo vornehmlich ja die älteren Zielgruppen bedient“ würden.
Auch Tilmann P. Gangloff, der dem Film 4½ von 5 möglichen Sternen gab, lobte auf der Seite Kino.de: „Die Doppeldeutigkeit des Titels mag nicht sonderlich originell sein, und die Geschichte ist es auf den ersten Blick auch nicht. Trotzdem ist ‚Verliebt in Amsterdam‘ eine wunderbar leichte Komödie und fast perfektes Gute-Laune-Fernsehen.“ Regisseur Froschmayer und der „erfahrene Kameramann Jörg Widmer“ würden dafür sorgen, „dass die Bilder von Amsterdam umgehend den Wunsch wecken, die Koffer zu packen“. „Nicht minder sehenswert“ seien „die beiden Hauptdarsteller“. […] „Hans-Joachim Heist, besser bekannt als cholerischer Gernot Hassknecht aus der ‚heute-show‘“, sei „großartig als Kleinbürger“. Burlakov sei „eine nicht minder treffende Besetzung für den jungen Mann, der nach seiner Flucht erst mal das eigenständige Erwachsenwerden nachholen“ müsse. „Die Entdeckung des Films“ sei jedoch „die attraktive Holländerin Bracha van Doesburgh in ihrem deutschen TV-Debüt“. […] „Schade“ sei, „dass die Verantwortlichen ihrem Publikum keine Untertitel zumuten wollten, weshalb die Holländer auch untereinander deutsch sprechen – mit starkem niederländischem Akzent“. Trotzdem sei Verliebt in Amsterdam nicht zuletzt wegen der flotten Musik […] eine junge, moderne Komödie; und eine Hommage an Amsterdam.
Der Filmdienst sah das völlig anders und meinte: „(Fernseh-)Komödie, die auf die klischeehafte Konfrontation angeblicher deutscher und niederländischer Lebensarten setzt. Ohne Tempo plätschert der flügellahme Film dahin und bietet auch den Darstellern kaum Gelegenheit zur Entfaltung. – Ab 14.“
TV Spielfilm zeigte mit dem Daumen zur Seite, gab für Humor, Action und Erotik je einen von drei möglichen Punkten und meinte: „Die knuffigen Darsteller sind ‚echt lekker‘, Grachten und sonnige Sträßchen zeigen Amsterdam im besten Licht. Leider verharrt die Baukastenstory in Klischees: Die Holländer wohnen auf Hausbooten, kiffen, fahren Rad, die Deutschen ziehen ein Gesicht.“ Fazit: „Wat jammer: Culture-Clash mit wenig Witz.“
Jonas Erlenkämper zog im Hamburger Abendblatt das Fazit: „Überraschungsarm und bescheiden witzig, aber dank der sympathischen Darsteller und schönen Amsterdam-Bildern charmant.“ Zu Hans-Joachim Heist meinte der Kritiker, Heist beweise, „dass er einen Film tragen“ könne.
In der Kölnischen Rundschau hieß es, Regisseur Forschmayer setze „voll auf den Charme der Stadt Amsterdam – und den der Hauptdarstellerin Bracha van Doesburgh“. … „Sie und vor allem Vladimir Burlakow könnten gern häufiger in solchen Hauptrollen vertreten sein“, lautete das Fazit der Bewertung.